# Anatoli Soloviànenko
Anatoli Boríssovitx Soloviànenko, rus: Анатолий Борисович Соловья́ненко, ucraïnès: Анато́лій Бори́сович Солов'я́ненко (25 de setembre de 1932, Stalino - 29 de juliol de 1999, Kozín, óblast de Kíev) fou un tenor soviètic i ucraïnès, Artista del Poble de l'URSS (1975),, Artista Popular d'Ucraïna i guanyador del premi Estatal Taras Shevchenko.
Va néixer en una família minera a Donetsk i es va graduar a l'Institut Politècnic de Donetsk el 1954. Va estudiar cant amb Alexander Korobeitxenko a partir de 1950 i va començar la seva carrera a Donetsk, on hi ha un monument en la seva memòria. Va fer dotze actuacions al Metropolitan Opera de Kíev, després es va graduar al Conservatori de Kíev el 1978. Durant 30 anys va ser solista al Teatre Nacional d'Òpera i Ballet de Taràs Xevtxenko a Kíev i va actuar a l'Expo 67 de Montreal. Durant la temporada 1977-78, va actuar com a solista a la Nova York Metropolitan Opera. També va actuar com a solista per a l'Alexandrov Ensemble durant la seva gira del Regne Unit del 1988, cantant "Kalinka" i altres cançons. Va gravar 18 LPs d'àries, romanços i cançons.

## Vida i carrera
Anatoliy Solovianenko va néixer a Donetsk (aleshores Stalino) el 25 de setembre de 1932 en una família de miners. El 1954, es va graduar a la Universitat Tècnica de Donetsk, després de la qual cosa va ensenyar allà al departament d'enginyeria gràfica.
Va començar a prendre classes de cant l'any 1950 d'Alexander Korobeychenko, "Artista Honorat de la República Soviètica Russa". L'èxit en un espectacle de talent popular de 1962 el va portar a una invitació per cantar a l'Òpera Nacional d'Ucraïna. Però abans de començar a treballar a l'Òpera Nacional, Solovyanenko va guanyar el concurs de joves cantants a la Scala de Milà i va estudiar-hi durant tres anys (1963-1965). Es va convertir en el primer cantant soviètic a rebre una invitació per actuar a la Metropolitan Opera de Nova York. A partir de 1965, Solovyanenko va actuar amb l'Òpera Nacional d'Ucraïna. El 1967, se li va concedir el rang d'Artista Honorat d'Ucraïna, i el 1975, el rang d'Artista del Poble de l'URSS.
Es va graduar al Conservatori de Kíev el 1978. Com a solista de l'Òpera Nacional, Anatoliy Solovyanenko va cantar 18 parts, entre elles: Duke (Rigoletto), Alfredo (La Traviata), Tenor (Rèquiem), Edgardo (Lucia di Lammermoor), Rodolfo. (La Boheme), Kavarosen (Tosca), Faust (Faust), Lenskiy (Evgeniy Onegin), Pretender (Boris Godunov), Andrey (Zaporozhets za Dunayem) i molts altres. Anatoliy Solovyanenko estava casat i va tenir dos fills, Andrii i Anatoliy.
Anatoliy Solovyanenko va morir sobtadament d'un atac de cor el 29 de juliol de 1999. Entre diversos funcionaris governamentals que van assistir al seu funeral hi havia el president Leonid Kutxma, i diversos mesos més tard, el desembre de 1999, el Teatre Acadèmic d'Òpera i Ballet de Donetsk va ser rebatejat al seu nom. honor pel gabinet d'Ucraïna. El 2001, es va instal·lar una estàtua del cantant a Kozyn (dins de l'oblast de Kíev), on està enterrat.

## Premis
- 1967 – Artista Honrat d'Ucraïna
- 1975 – Artista popular de l'URSS
- 1980 – Premi Lenin, premi en metàl·lic va ser transferit per A.Solovyanenko al Comitè de Pau
- 1982 – Medalla de glòria minera, Orde de l'Amistat dels Pobles
- 1993 – Insígnia d'Honor del President d'Ucraïna
- 1997 – Premi Nacional Taras Shevchenko

## Reconeixements
- El Teatre d'Òpera i Ballet de Donetsk va ser nomenat en honor d'Anatoli Solovyanenko. El monument a ell es va instal·lar a prop del teatre.
- Un altre monument es va instal·lar a Kíev al carrer Institutska, 16; la casa està marcada per una placa commemorativa.
- Un musical anomenat "Vyzov Sud'be" (eng. - Defy the odds) amb A. Solovyanenko es va filmar als estudis de cinema Dovzhenko
- El 1982 es va publicar un llibre d'A.K. Tereshchenko "A. Solovyanenko" i es va reimprimir el 1988.